# The Liverpool Goalie oder: Wie man die Schulzeit überlebt!
The Liverpool Goalie oder: Wie man die Schulzeit überlebt! ist ein norwegischer Spielfilm aus dem Jahre 2010. Er lief am 15. März 2012 in den deutschen Kinos an.

## Handlung
Der 13-jährige Jo Idstad ist nach dem Tod seines Vaters davon überzeugt, dass das Leben gefährlich ist. In der Schule vermeidet er alle Gefahren wie Fußball und hübsche Mädchen. Mit seinen Mitschülern versucht er gut auszukommen, sammelt Fußballkarten und erledigt für den Klassenbulli die Hausaufgaben. So hat Jo sein Leben scheinbar gut im Griff.
Doch mit einer neuen Mitschülerin Mari wird alles anders. Mari spielt nicht nur Fußball, sie ist außerdem nach Jo die Zweitbeste in Mathe. Für Jo ist Mari schon bald das Mädchen seiner Träume. Doch damit gerät Jos Leben aus den Fugen. Zwischen Mut, Lügen und Feigheit schwankend bekommt er zunehmend Ärger mit den Klassenbullis. Doch dann bekommt er eine Fußballsammelkarte mit dem Torwart vom FC Liverpool, Pepe Reina, nach der alle Jungen schon den ganzen Sommer suchen.

## Kritiken
„Einfallsreiche, erfrischend originell erzählte Komödie um einen "nerdigen" Außenseiter, der in den Wirren der Pubertät um Anerkennung kämpft. Hinter den herrlichen Off-Kommentaren und witzig surrealen Einsprengseln offenbart sich eine einfühlsame und respektvolle Auseinandersetzung mit kindlicher Unsicherheit, mit Wünschen und Neurosen.“

## Auszeichnungen
Der Film wurde in der Sektion Generation Kplus auf der Berlinale 2011 mit dem Hauptpreis Gläserner Bär ausgezeichnet.